# Gert van Hoef
Pour les articles homonymes, voir Hoef.
Gert van Hoef, né à Barneveld (Pays-Bas) le 17 juin 1994, est un organiste et pianiste néerlandais.

## Biographie

### Jeunesse et formation
Gert van Hoef a grandi à Barneveld aux Pays-Bas. Ce n'est qu'à l'âge de 13 ans que son grand-père, lui-même organiste, l'intéresse à cet instrument et lui en enseigne les bases ; Gert les met en pratique sur l'orgue électrique offert par ses parents. Autodidacte et ne sachant pas lire la musique, il parvient rapidement, par la pratique, à jouer un certain nombre d'œuvres classiques, à sa manière. En 2008, il entame des études musicales sérieuses ; il prend des leçons auprès d'organistes de sa région, notamment Evert van de Veen et Herman van Vliet (nl). À l'âge de 16 ans, il est nommé organiste titulaire de l'Église réformée néerlandaise de Voorthuizen. En 2013, il commence ses études au Conservatoire Royal de La Haye, avec l'orgue comme matière principale et le piano comme matière secondaire. Il donne des concerts et remporte plusieurs prix.

### Carrière
Il donne régulièrement des concerts dans lesquels il joue ses propres arrangements et improvisations de psaumes, d'hymnes, ses arrangements pour orgue de musique de film et de musique orchestrale. Il joue de l'orgue acoustique dans les cathédrales et les églises et de l'orgue électrique dans les salles de concert. Il a également une carrière pianistique avec des récitals et des flash mobs dans les gares et autres lieux publics. Grâce aux nombreux enregistrements vidéo de ses interprétations parues sur Internet, il est rapidement devenu très populaire aux Pays-Bas et a été invité à se produire à l'étranger . Il a publié divers enregistrements sur DVD et CD, ainsi que les partitions de diverses œuvres selon ses arrangements. Depuis 2016, il est accompagné d'une assistante, Marjolein Speijer, qu'il a épousée en novembre 2017. Le 7 janvier 2018, il se produit, avec d'autres organistes de différents pays, au Müpa Budapest en Hongrie.

## Prix d'interprétation
- 1er prix au Concours de musique interclassique à Ede (2009) ;
- Lauréat du Concours Feike Asma dans la catégorie des 16-19 ans à Ede (2010) ;
- Gagnant du concours Govert van Wijn à la Grande Église (Groote Kerk) de Maassluis (2015).

## Enregistrements sur CD et DVD
- En concert (2012) ;
- Concert d'automne (2012) ;
- Augustijnenkerk, Dordrecht (2016).

## Édition d'arrangements musicaux
- Nombreux arrangements de musique religieuse ;
- Arrangement pour orgue de l'Ode à la joie de Beethoven ;
- Arrangement pour orgue de La Belle et la Bête ;
- Arrangement pour orgue de The Polar Express ;
- Arrangement pour orgue de Les aventures de Tintin.